# Greffeil
Greffeil är en kommun i departementet Aude i regionen Occitanien  i södra Frankrike. Kommunen ligger  i kantonen Saint-Hilaire som ligger i arrondissementet Limoux. År 2022 hade Greffeil 94 invånare.

## Befolkningsutveckling
Antalet invånare i kommunen Greffeil
Referens: INSEE